# That's Not Her Style
〈That's Not Her Style〉은 빌리 조엘의 음반 《Storm Front》의 다섯 번째 싱글이자 음반의 오프닝 트랙으로 발매된 곡이다. 이 곡은 빌리 조엘의 둘째 아내 크리스티 브링클리를 위해 쓰여졌다.
이 곡은 《Storm Front》의 싱글 가운데 가장 낮은 순위를 기록했으며, 미국에서 톱 70에 들지 못했다. 이 곡의 뮤직비디오는 양키 스타디움에서 라이브 공연을 한 장면이다. 4 트랙 EP도 발매되었다.

## 차트
| 1990년                         | 순위 |
| ------------------------------ | ---- |
| 일본 싱글 차트                 | 9    |
| 영국 싱글 (오피셜 차트 컴퍼니) | 97   |
| 미국 빌보드 핫 100             | 77   |
| 미국 메인스트림 록 (빌보드)    | 18   |